# Ludwik Sobolewski (Sportfunktionär)
Ludwik Sobolewski (* 17. September 1925 in Warschau; † 11. November 2008 in Łódź) war ein polnischer Fußball- und Sportfunktionär, 1977–1987 und 1992–1993 Vorsitzender von Widzew Łódź.
Die Kindheit verbrachte er in Warschau, wo er bis 1939 die Grundschule besuchte und anschließend ins Gymnasium kam. Schon während der deutschen Besetzung 1940–1942 hatte er zwei Jahre geheimen Gymnasialunterricht. Seit 1943 gehörte er der Untergrundbewegung der Heimatarmee (Armia Krajowa, AK) an. Im März gehörte er zu einer Partisanenabteilung namens „Wicher“ (25p AK), die in der Gegend von Piotrków Trybunalski, Opoczno, Tomaszów Mazowiecki operierte. Nach Ende des Krieges absolvierte er eine Offiziersschule und wurde 1952 als Kapitän in die Reserve entlassen.
Er begann in der Nationalen Sport-Agentur Państwowy Przedsiębiorstwo Imprez Sportowych zu arbeiten und zog aus familiären Gründen nach Łódź um. Während er in dem Verband arbeitete, absolvierte er ein zweijähriges Studium von Organisation und Verwaltung.
Seine Betätigung im Sport begann er ab 1968 bei SKS Start Łódź als Leiter der Fußballabteilung. 1969 ging er zu Widzew Łódź und füllte nacheinander die Funktionen aus des Leiters der Fußballabteilung, des Vize-Vereinsvorsitzenden und seit 1977 des Vorsitzenden, eine Aufgabe, die er mit Unterbrechung bis 1987 innehatte.
Nach den politischen Veränderungen der Wendezeit, die auch neue Strukturen für Sportvereine erforderten, kehrte er zu Widzew zurück. Es gelang ihm schon 1992, Widzew in eine Aktiengesellschaft, „SPN Widzew S.A.“, zu überführen, und er war bis 1993 wieder Vereins-Vorsitzender.
In die Zeit seines Engagements fielen die größten Erfolge des Klubs. Widzew stieg von der 4. in die 1. Liga auf und wurde zweimal Polnischer Meister, einmal Pokalsieger und fünfmal Vizemeister. In europäischen Wettbewerben eliminierte es unter anderen Manchester City, Manchester United, FC Liverpool, Juventus Turin und den SK Rapid Wien. 1983 gelangte es bis ins Halbfinale des Europapokals der Landesmeister, wo es Juventus unterlag, das wiederum im Endspiel die Meisterschaft dem Hamburger SV überlassen musste.
Ludwik Sobolewski starb am 11. November 2008 nach langem Krebsleiden. Er ist auf dem Friedhof Zarzew in Łódź beerdigt.